# Maduvvaree (Raa-atol)
Maduvvaree is een van de bewoonde eilanden van het Raa-atol behorende tot de Maldiven.

## Demografie
Maduvvaree telt (stand september 2006) 942 vrouwen en 1072 mannen.